# Annika Idström
Annika Idström (ur. 12 listopada 1947 w Helsinkach, zm. 20 września 2011 tamże) – fińska pisarka, tłumacz i dramaturg. W latach 70. wykładała literaturę na Uniwersytecie Minnessota. 
Jest reprezentantką nurtu realistycznego we współczesnej prozie fińskiej. W Polsce znana dzięki Listom do Trynidadu – powieści o przeżyciach fińskiego urzędnika na wakacjach w Izraelu. Autorka skandalizującej powieści Veljeni Sebastian (pol. Mój brat Sebastian) – opowieści o dojrzewaniu dwunastoletniego chłopca. Pod koniec życia była bardziej związana z teatrem.
Zmarła w wieku 63 lat na raka trzustki.

## Powieści
- Nuori Minna Canth (1975)
- Sinitaivas (1980)
- Isäni, rakkaani (1981)
- Veljeni Sebastian (1985)
- Kirjeitä Trinidadiin (1989)
- Luonnollinen ravinto (1994)